# Jonas Brothers/Auszeichnungen für Musikverkäufe

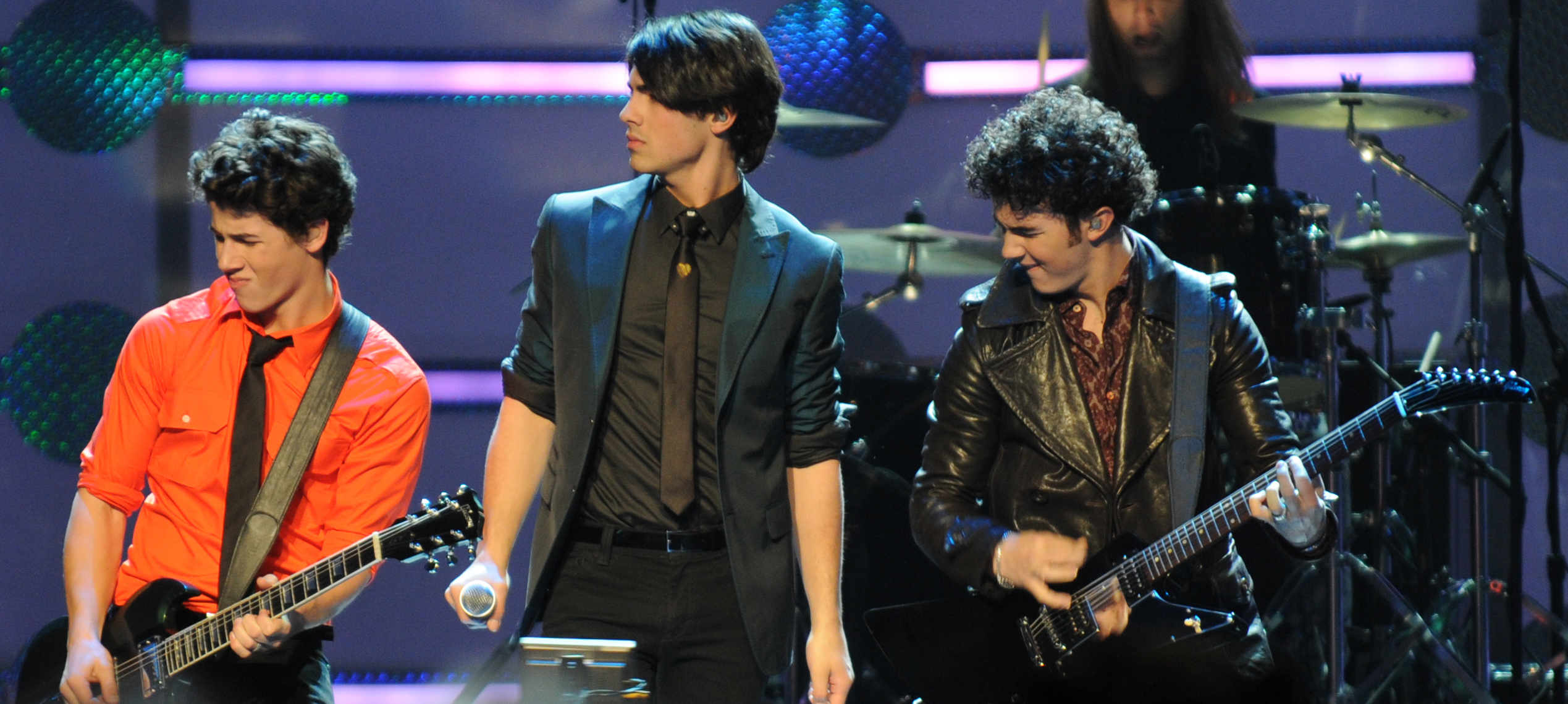
Nick, Joe und Kevin Jonas (2009)

Dies ist eine Übersicht über die Auszeichnungen für Musikverkäufe der US-amerikanischen Pop-Musikgruppe Jonas Brothers. Die Auszeichnungen finden sich nach ihrer Art (Gold, Platin usw.), nach Staaten getrennt in chronologischer Reihenfolge, geordnet sowie nach den Tonträgern selbst, ebenfalls in chronologischer Reihenfolge, getrennt nach Medium (Alben, Singles usw.), wieder.

## Auszeichnungen
| - Vereinigtes Königreich - 2021: für das Album Happiness Begins - 2021: für die Single Only Human - 2023: für die Single Burnin’ Up - 2023: für die Single Cool - 2023: für die Single Like It’s Christmas - Australien - 2019: für die Single Cool - 2019: für die Single Burnin’ Up - Belgien - 2020: für die Single Only Human - 2020: für die Single What a Man Gotta Do - Brasilien - 2009: für das Album Music from The 3D Concert Experience - 2009: für das Album Lines, Vines and Trying Times - 2020: für das Album Happiness Begins - 2024: für die Single X - Chile - 2019: für die Single Runaway - Dänemark - 2021: für die Single What a Man Gotta Do - 2022: für die Single Only Human - 2023: für die Single Like It’s Christmas - Frankreich - 2019: für die Single Sucker - GCC - 2010: für das Album A Little Bit Longer - Irland - 2008: für das Album Jonas Brothers - 2008: für das Album A Little Bit Longer - 2009: für das Videoalbum Music from The 3D Concert Experience - Italien - 2009: für das Album Lines, Vines and Trying Times - 2021: für die Single Only Human - 2024: für die Single Leave Before You Love Me - Japan - 2024: für das Streaming Sucker - Kanada - 2020: für die Single X - 2023: für die Single Paranoid - 2023: für die Single Year 3000 - 2023: für die Single When You Look Me in the Eyes - 2023: für die Single Play My Music - Mexiko - 2009: für das Album Lines, Vines and Trying Times - Neuseeland - 2009: für das Album A Little Bit Longer - Niederlande - 2020: für das Album Happiness Begins - Polen - 2008: für das Album Jonas Brothers - 2008: für das Album A Little Bit Longer - 2020: für die Single What a Man Gotta Do - 2020: für die Single X - 2024: für die Single Like It’s Christmas - Portugal - 2008: für das Album Jonas Brothers - 2020: für die Single Only Human - 2021: für die Single Leave Before You Love Me - 2022: für die Single What a Man Gotta Do - Schweiz - 2020: für das Album Happiness Begins - Singapur - 2020: für das Album Happiness Begins - Spanien - 2009: für das Album Jonas Brothers - 2024: für die Single What a Man Gotta Do - Venezuela - 2019: für die Single Runaway - Vereinigte Staaten - 2020: für die Single Lonely - Vereinigtes Königreich - 2009: für das Album Jonas Brothers - 2009: für das Album A Little Bit Longer - 2013: für das Videoalbum Music from The 3D Concert Experience - 2024: für die Single Waffle House - 2025: für das Album The Family Business | - Argentinien - 2008: für das Album Jonas Brothers - 2009: für das Album Lines, Vines and Trying Times - Australien - 2020: für die Single Lonely - 2020: für die Single What a Man Gotta Do - Belgien - 2019: für die Single Sucker - Brasilien - 2009: für das Album Jonas Brothers - 2009: für das Album A Little Bit Longer - 2024: für die Single Only Human - 2024: für die Single Runaway - 2024: für die Single Leave Before You Love Me - 2024: für die Single What a Man Gotta Do - 2024: für die Single Cool - Dänemark - 2023: für die Single Leave Before You Love Me - 2025: für das Album Happiness Begins - Deutschland - 2024: für die Single Sucker - Frankreich - 2021: für die Single Only Human - Italien - 2019: für die Single Sucker - Kanada - 2009: für das Album Lines, Vines and Trying Times - 2019: für die Single Cool - 2023: für die Single Lonely - 2023: für das Album Jonas Brothers - 2023: für die Single Like It’s Christmas - 2023: für die Single Lovebug - 2023: für die Single S.O.S. - Mexiko - 2008: für das Album Jonas Brothers - 2009: für das Album A Little Bit Longer - Neuseeland - 2020: für die Single Only Human - 2021: für das Album Happiness Begins - 2024: für das Album The Family Business - 2024: für die Single Burnin’ Up - 2024: für die Single Cool - Polen - 2021: für die Single Only Human - 2024: für das Album Happiness Begins - Spanien - 2009: für das Album A Little Bit Longer - 2009: für das Album Lines, Vines and Trying Times - 2023: für die Single Runaway - 2024: für die Single Only Human - 2024: für die Single Leave Before You Love Me - Vereinigte Staaten - 2007: für das Album Jonas Brothers - 2008: für das Album A Little Bit Longer - 2020: für das Album Happiness Begins - 2023: für die Single Like It’s Christmas - 2024: für die Single Play My Music - Vereinigtes Königreich - 2021: für die Single Leave Before You Love Me - 2022: für die Single What a Man Gotta Do - Zentralamerika - 2022: für die Single Runaway | - Australien - 2020: für die Single Only Human - 2021: für die Single Leave Before You Love Me - Dänemark - 2025: für die Single Sucker - Kanada - 2008: für das Album A Little Bit Longer - 2023: für die Single Burnin’ Up - 2023: für das Album Happiness Begins - Mexiko - 2019: für die Single Sucker - 2022: für die Single Runaway - Polen - 2023: für die Single Leave Before You Love Me - Portugal - 2021: für die Single Sucker - Spanien - 2024: für die Single Sucker - Vereinigte Staaten - 2019: für die Single Burnin’ Up - 2023: für die Single Only Human - 2024: für die Single Leave Before You Love Me - 2024: für die Single What a Man Gotta Do - Vereinigtes Königreich - 2023: für die Single Sucker - Ecuador - 2022: für die Single Runaway - Kanada - 2023: für die Single What a Man Gotta Do - Kolumbien - 2019: für die Single Runaway - Peru - 2019: für die Single Runaway - Polen - 2021: für die Single Sucker - Kanada - 2025: für die Single Only Human - Neuseeland - 2024: für die Single Sucker - Australien - 2020: für die Single Sucker - Vereinigte Staaten - 2023: für die Single Sucker - Vereinigte Staaten - 2022: für die Single Runaway (Latin) - Kanada - 2023: für die Single Sucker - Brasilien - 2024: für die Single Sucker - Mexiko - 2022: für die Single Runaway |

## Auszeichnungen nach Alben

### It’s About Time
| Land/Region               | Auszeichnungen für Musikverkäufe (Land/Region, Auszeichnung, Verkäufe) | Verkäufe |
| ------------------------- | ---------------------------------------------------------------------- | -------- |
| Vereinigte Staaten (RIAA) | —                                                                      | 123.000  |
| Insgesamt                 | —                                                                      | 123.000  |

### Jonas Brothers
| Land/Region                  | Auszeichnungen für Musikverkäufe (Land/Region, Auszeichnung, Verkäufe) | Verkäufe  |
| ---------------------------- | ---------------------------------------------------------------------- | --------- |
| Argentinien (CAPIF)          | Platin                                                                 | 40.000    |
| Brasilien (PMB)              | Platin                                                                 | 60.000    |
| Irland (IRMA)                | Gold                                                                   | 7.500     |
| Kanada (MC)                  | Platin                                                                 | 100.000   |
| Mexiko (AMPROFON)            | Platin                                                                 | 100.000   |
| Polen (ZPAV)                 | Gold                                                                   | 10.000    |
| Portugal (AFP)               | Gold                                                                   | 10.000    |
| Spanien (Promusicae)         | Gold                                                                   | 40.000    |
| Vereinigte Staaten (RIAA)    | Platin                                                                 | 2.409.000 |
| Vereinigtes Königreich (BPI) | Gold                                                                   | 100.000   |
| Insgesamt                    | 5× Gold · 5× Platin ·                                                  | 2.876.500 |

### A Little Bit Longer
| Land/Region                  | Auszeichnungen für Musikverkäufe (Land/Region, Auszeichnung, Verkäufe) | Verkäufe  |
| ---------------------------- | ---------------------------------------------------------------------- | --------- |
| Brasilien (PMB)              | Platin                                                                 | 60.000    |
| Golf-Kooperationsrat (IFPI)  | Gold                                                                   | 3.000     |
| Irland (IRMA)                | Gold                                                                   | 7.500     |
| Kanada (MC)                  | 2× Platin                                                              | 160.000   |
| Mexiko (AMPROFON)            | Platin                                                                 | 80.000    |
| Neuseeland (RMNZ)            | Gold                                                                   | 7.500     |
| Polen (ZPAV)                 | Gold                                                                   | 10.000    |
| Spanien (Promusicae)         | Platin                                                                 | 80.000    |
| Vereinigte Staaten (RIAA)    | Platin                                                                 | 2.082.000 |
| Vereinigtes Königreich (BPI) | Gold                                                                   | 100.000   |
| Insgesamt                    | 5× Gold · 6× Platin ·                                                  | 2.590.000 |

### Music from The 3D Concert Experience
| Land/Region     | Auszeichnungen für Musikverkäufe (Land/Region, Auszeichnung, Verkäufe) | Verkäufe |
| --------------- | ---------------------------------------------------------------------- | -------- |
| Brasilien (PMB) | Gold                                                                   | 30.000   |
| Insgesamt       | 1× Gold ·                                                              | 30.000   |

### Lines, Vines and Trying Times
| Land/Region               | Auszeichnungen für Musikverkäufe (Land/Region, Auszeichnung, Verkäufe) | Verkäufe  |
| ------------------------- | ---------------------------------------------------------------------- | --------- |
| Argentinien (CAPIF)       | Platin                                                                 | 40.000    |
| Brasilien (PMB)           | Gold                                                                   | 30.000    |
| Italien (FIMI)            | Gold                                                                   | 35.000    |
| Kanada (MC)               | Platin                                                                 | 80.000    |
| Mexiko (AMPROFON)         | Gold                                                                   | 40.000    |
| Spanien (Promusicae)      | Platin                                                                 | 80.000    |
| Vereinigte Staaten (RIAA) | —                                                                      | 757.000   |
| Insgesamt                 | 3× Gold · 3× Platin ·                                                  | 1.062.000 |

### Happiness Begins
| Land/Region                  | Auszeichnungen für Musikverkäufe (Land/Region, Auszeichnung, Verkäufe) | Verkäufe  |
| ---------------------------- | ---------------------------------------------------------------------- | --------- |
| Brasilien (PMB)              | Gold                                                                   | 20.000    |
| Dänemark (IFPI)              | Platin                                                                 | 20.000    |
| Kanada (MC)                  | 2× Platin                                                              | 160.000   |
| Neuseeland (RMNZ)            | Platin                                                                 | 15.000    |
| Niederlande (NVPI)           | Gold                                                                   | 20.000    |
| Polen (ZPAV)                 | Platin                                                                 | 20.000    |
| Schweiz (IFPI)               | Gold                                                                   | 10.000    |
| Singapur (RIAS)              | Gold                                                                   | 5.000     |
| Vereinigte Staaten (RIAA)    | Platin                                                                 | 1.000.000 |
| Vereinigtes Königreich (BPI) | Silber                                                                 | 60.000    |
| Insgesamt                    | 1× Silber · 4× Gold · 6× Platin ·                                      | 1.330.000 |

### The Family Business
| Land/Region                  | Auszeichnungen für Musikverkäufe (Land/Region, Auszeichnung, Verkäufe) | Verkäufe |
| ---------------------------- | ---------------------------------------------------------------------- | -------- |
| Neuseeland (RMNZ)            | Platin                                                                 | 15.000   |
| Vereinigtes Königreich (BPI) | Gold                                                                   | 100.000  |
| Insgesamt                    | 1× Gold · 1× Platin ·                                                  | 115.000  |

## Auszeichnungen nach Singles

### Year 3000
| Land/Region | Auszeichnungen für Musikverkäufe (Land/Region, Auszeichnung, Verkäufe) | Verkäufe |
| ----------- | ---------------------------------------------------------------------- | -------- |
| Kanada (MC) | Gold                                                                   | 40.000   |
| Insgesamt   | 1× Gold ·                                                              | 40.000   |

### S.O.S.
| Land/Region | Auszeichnungen für Musikverkäufe (Land/Region, Auszeichnung, Verkäufe) | Verkäufe |
| ----------- | ---------------------------------------------------------------------- | -------- |
| Kanada (MC) | Platin                                                                 | 80.000   |
| Insgesamt   | 1× Platin ·                                                            | 80.000   |

### When You Look Me in the Eyes
| Land/Region | Auszeichnungen für Musikverkäufe (Land/Region, Auszeichnung, Verkäufe) | Verkäufe |
| ----------- | ---------------------------------------------------------------------- | -------- |
| Kanada (MC) | Gold                                                                   | 40.000   |
| Insgesamt   | 1× Gold ·                                                              | 40.000   |

### Burnin’ Up
| Land/Region                  | Auszeichnungen für Musikverkäufe (Land/Region, Auszeichnung, Verkäufe) | Verkäufe  |
| ---------------------------- | ---------------------------------------------------------------------- | --------- |
| Australien (ARIA)            | Gold                                                                   | 35.000    |
| Kanada (MC)                  | 2× Platin                                                              | 160.000   |
| Neuseeland (RMNZ)            | Platin                                                                 | 30.000    |
| Vereinigte Staaten (RIAA)    | 2× Platin                                                              | 2.000.000 |
| Vereinigtes Königreich (BPI) | Silber                                                                 | 200.000   |
| Insgesamt                    | 1× Silber · 1× Gold · 5× Platin ·                                      | 2.425.000 |

### Play My Music
| Land/Region               | Auszeichnungen für Musikverkäufe (Land/Region, Auszeichnung, Verkäufe) | Verkäufe  |
| ------------------------- | ---------------------------------------------------------------------- | --------- |
| Kanada (MC)               | Gold                                                                   | 40.000    |
| Vereinigte Staaten (RIAA) | Platin                                                                 | 1.000.000 |
| Insgesamt                 | 1× Gold · 1× Platin ·                                                  | 1.040.000 |

### Lovebug
| Land/Region | Auszeichnungen für Musikverkäufe (Land/Region, Auszeichnung, Verkäufe) | Verkäufe |
| ----------- | ---------------------------------------------------------------------- | -------- |
| Kanada (MC) | Platin                                                                 | 80.000   |
| Insgesamt   | 1× Platin ·                                                            | 80.000   |

### Paranoid
| Land/Region | Auszeichnungen für Musikverkäufe (Land/Region, Auszeichnung, Verkäufe) | Verkäufe |
| ----------- | ---------------------------------------------------------------------- | -------- |
| Kanada (MC) | Gold                                                                   | 40.000   |
| Insgesamt   | 1× Gold ·                                                              | 40.000   |

### Sucker
| Land/Region                  | Auszeichnungen für Musikverkäufe (Land/Region, Auszeichnung, Verkäufe) | Verkäufe  |
| ---------------------------- | ---------------------------------------------------------------------- | --------- |
| Australien (ARIA)            | 5× Platin                                                              | 350.000   |
| Belgien (BRMA)               | Platin                                                                 | 40.000    |
| Brasilien (PMB)              | Diamant                                                                | 160.000   |
| Dänemark (IFPI)              | 2× Platin                                                              | 180.000   |
| Deutschland (BVMI)           | Platin                                                                 | 400.000   |
| Frankreich (SNEP)            | Gold                                                                   | 100.000   |
| Italien (FIMI)               | Platin                                                                 | 50.000    |
| Kanada (MC)                  | 8× Platin                                                              | 640.000   |
| Mexiko (AMPROFON)            | 2× Platin                                                              | 120.000   |
| Neuseeland (RMNZ)            | 4× Platin                                                              | 120.000   |
| Polen (ZPAV)                 | 3× Platin                                                              | 150.000   |
| Portugal (AFP)               | 2× Platin                                                              | 20.000    |
| Spanien (Promusicae)         | 2× Platin                                                              | 120.000   |
| Vereinigte Staaten (RIAA)    | 5× Platin                                                              | 5.000.000 |
| Vereinigtes Königreich (BPI) | 2× Platin                                                              | 1.200.000 |
| Insgesamt                    | 1× Gold · 37× Platin · 1× Diamant ·                                    | 8.650.000 |

### Cool
| Land/Region                  | Auszeichnungen für Musikverkäufe (Land/Region, Auszeichnung, Verkäufe) | Verkäufe  |
| ---------------------------- | ---------------------------------------------------------------------- | --------- |
| Australien (ARIA)            | Gold                                                                   | 35.000    |
| Brasilien (PMB)              | Platin                                                                 | 40.000    |
| Kanada (MC)                  | Platin                                                                 | 80.000    |
| Neuseeland (RMNZ)            | Platin                                                                 | 30.000    |
| Vereinigte Staaten (RIAA)    | Platin                                                                 | 1.000.000 |
| Vereinigtes Königreich (BPI) | Silber                                                                 | 200.000   |
| Insgesamt                    | 1× Silber · 1× Gold · 4× Platin ·                                      | 1.385.000 |

### Runaway
| Land/Region               | Auszeichnungen für Musikverkäufe (Land/Region, Auszeichnung, Verkäufe) | Verkäufe  |
| ------------------------- | ---------------------------------------------------------------------- | --------- |
| Brasilien (PMB)           | Platin                                                                 | 40.000    |
| Chile (IFPI)              | Gold                                                                   | 60.000    |
| Ecuador (SOPROFON)        | 3× Platin                                                              | 18.000    |
| Kolumbien (ASINCOL)       | 3× Platin                                                              | 60.000    |
| Mexiko (AMPROFON)         | Diamant · + 2× Platin                                                  | 420.000   |
| Peru (UNIMPRO)            | 3× Platin                                                              | 18.000    |
| Spanien (Promusicae)      | Platin                                                                 | 60.000    |
| Venezuela (APFV)          | Gold                                                                   | 5.000     |
| Vereinigte Staaten (RIAA) | 7× Platin                                                              | 420.000   |
| Zentralamerika (CFC)      | Platin                                                                 | 70.000    |
| Insgesamt                 | 2× Gold · 21× Platin · 1× Diamant ·                                    | 1.171.000 |

### Only Human
| Land/Region                  | Auszeichnungen für Musikverkäufe (Land/Region, Auszeichnung, Verkäufe) | Verkäufe  |
| ---------------------------- | ---------------------------------------------------------------------- | --------- |
| Australien (ARIA)            | 2× Platin                                                              | 140.000   |
| Belgien (BRMA)               | Gold                                                                   | 20.000    |
| Brasilien (PMB)              | Platin                                                                 | 40.000    |
| Dänemark (IFPI)              | Gold                                                                   | 45.000    |
| Frankreich (SNEP)            | Platin                                                                 | 200.000   |
| Italien (FIMI)               | Gold                                                                   | 35.000    |
| Kanada (MC)                  | 4× Platin                                                              | 320.000   |
| Neuseeland (RMNZ)            | Platin                                                                 | 30.000    |
| Polen (ZPAV)                 | Platin                                                                 | 50.000    |
| Portugal (AFP)               | Gold                                                                   | 5.000     |
| Spanien (Promusicae)         | Platin                                                                 | 60.000    |
| Vereinigte Staaten (RIAA)    | 2× Platin                                                              | 2.000.000 |
| Vereinigtes Königreich (BPI) | Silber                                                                 | 200.000   |
| Insgesamt                    | 1× Silber · 4× Gold · 13× Platin ·                                     | 3.145.000 |

### Lonely
| Land/Region               | Auszeichnungen für Musikverkäufe (Land/Region, Auszeichnung, Verkäufe) | Verkäufe |
| ------------------------- | ---------------------------------------------------------------------- | -------- |
| Australien (ARIA)         | Platin                                                                 | 70.000   |
| Kanada (MC)               | Platin                                                                 | 80.000   |
| Vereinigte Staaten (RIAA) | Gold                                                                   | 500.000  |
| Insgesamt                 | 1× Gold · 2× Platin ·                                                  | 650.000  |

### Like It’s Christmas
| Land/Region                  | Auszeichnungen für Musikverkäufe (Land/Region, Auszeichnung, Verkäufe) | Verkäufe  |
| ---------------------------- | ---------------------------------------------------------------------- | --------- |
| Dänemark (IFPI)              | Gold                                                                   | 45.000    |
| Kanada (MC)                  | Platin                                                                 | 80.000    |
| Polen (ZPAV)                 | Gold                                                                   | 25.000    |
| Vereinigte Staaten (RIAA)    | Platin                                                                 | 1.000.000 |
| Vereinigtes Königreich (BPI) | Silber                                                                 | 200.000   |
| Insgesamt                    | 1× Silber · 2× Gold · 2× Platin ·                                      | 1.350.000 |

### What a Man Gotta Do
| Land/Region                  | Auszeichnungen für Musikverkäufe (Land/Region, Auszeichnung, Verkäufe) | Verkäufe  |
| ---------------------------- | ---------------------------------------------------------------------- | --------- |
| Australien (ARIA)            | Platin                                                                 | 70.000    |
| Belgien (BRMA)               | Gold                                                                   | 20.000    |
| Brasilien (PMB)              | Platin                                                                 | 40.000    |
| Dänemark (IFPI)              | Gold                                                                   | 45.000    |
| Kanada (MC)                  | 3× Platin                                                              | 240.000   |
| Polen (ZPAV)                 | Gold                                                                   | 10.000    |
| Portugal (AFP)               | Gold                                                                   | 5.000     |
| Spanien (Promusicae)         | Gold                                                                   | 30.000    |
| Vereinigte Staaten (RIAA)    | 2× Platin                                                              | 2.000.000 |
| Vereinigtes Königreich (BPI) | Platin                                                                 | 600.000   |
| Insgesamt                    | 5× Gold · 8× Platin ·                                                  | 3.060.000 |

### X
| Land/Region     | Auszeichnungen für Musikverkäufe (Land/Region, Auszeichnung, Verkäufe) | Verkäufe |
| --------------- | ---------------------------------------------------------------------- | -------- |
| Brasilien (PMB) | Gold                                                                   | 20.000   |
| Kanada (MC)     | Gold                                                                   | 40.000   |
| Polen (ZPAV)    | Gold                                                                   | 10.000   |
| Insgesamt       | 3× Gold ·                                                              | 70.000   |

### Leave Before You Love Me
| Land/Region                  | Auszeichnungen für Musikverkäufe (Land/Region, Auszeichnung, Verkäufe) | Verkäufe  |
| ---------------------------- | ---------------------------------------------------------------------- | --------- |
| Australien (ARIA)            | 2× Platin                                                              | 140.000   |
| Brasilien (PMB)              | 3× Platin                                                              | 120.000   |
| Dänemark (IFPI)              | Platin                                                                 | 90.000    |
| Italien (FIMI)               | Gold                                                                   | 50.000    |
| Polen (ZPAV)                 | 2× Platin                                                              | 100.000   |
| Portugal (AFP)               | Gold                                                                   | 5.000     |
| Spanien (Promusicae)         | Platin                                                                 | 60.000    |
| Vereinigte Staaten (RIAA)    | 2× Platin                                                              | 2.000.000 |
| Vereinigtes Königreich (BPI) | Platin                                                                 | 600.000   |
| Insgesamt                    | 2× Gold · 12× Platin ·                                                 | 3.165.000 |

### Waffle House
| Land/Region                  | Auszeichnungen für Musikverkäufe (Land/Region, Auszeichnung, Verkäufe) | Verkäufe |
| ---------------------------- | ---------------------------------------------------------------------- | -------- |
| Vereinigtes Königreich (BPI) | Gold                                                                   | 400.000  |
| Insgesamt                    | 1× Gold ·                                                              | 400.000  |

## Auszeichnungen nach Liedern

### I Believe
| Land/Region | Auszeichnungen für Musikverkäufe (Land/Region, Auszeichnung, Verkäufe) | Verkäufe |
| ----------- | ---------------------------------------------------------------------- | -------- |
| Kanada (MC) | Gold                                                                   | 40.000   |
| Insgesamt   | 1× Gold ·                                                              | 40.000   |

## Auszeichnungen nach Musikstreamings

### Sucker
| Land/Region  | Auszeichnungen für Musikverkäufe (Land/Region, Auszeichnung, Verkäufe) | Verkäufe   |
| ------------ | ---------------------------------------------------------------------- | ---------- |
| Japan (RIAJ) | Gold                                                                   | 50.000.000 |
| Insgesamt    | 1× Gold ·                                                              | 50.000.000 |

## Auszeichnungen nach Videoalben

### Music from The 3D Concert Experience
| Land/Region                  | Auszeichnungen für Musikverkäufe (Land/Region, Auszeichnung, Verkäufe) | Verkäufe |
| ---------------------------- | ---------------------------------------------------------------------- | -------- |
| Irland (IRMA)                | Gold                                                                   | 2.000    |
| Vereinigtes Königreich (BPI) | Gold                                                                   | 25.000   |
| Insgesamt                    | 2× Gold ·                                                              | 27.000   |

## Statistik und Quellen
| Land/RegionAuszeichnungen für Musikverkäufe (Land/Region, Auszeichnungen, Verkäufe, Quellen) | Silber     | Gold       | Platin         | Diamant     | Verkäufe   | Quellen                                |
| -------------------------------------------------------------------------------------------- | ---------- | ---------- | -------------- | ----------- | ---------- | -------------------------------------- |
| Argentinien (CAPIF)                                                                          | —          | —          | 2× Platin2     | —           | 80.000     | capif.org.ar                           |
| Australien (ARIA)                                                                            | —          | 2× Gold2   | 11× Platin11   | —           | 840.000    | aria.com.au                            |
| Belgien (BRMA)                                                                               | —          | 2× Gold2   | Platin1        | —           | 80.000     | ultratop.be                            |
| Brasilien (PMB)                                                                              | —          | 4× Gold4   | 9× Platin9     | Diamant1    | 660.000    | pro-musicabr.org.br                    |
| Chile (IFPI)                                                                                 | —          | Gold1      | —              | —           | 60.000     | Einzelnachweise                        |
| Dänemark (IFPI)                                                                              | —          | 3× Gold3   | 4× Platin4     | —           | 425.000    | ifpi.dk                                |
| Deutschland (BVMI)                                                                           | —          | —          | Platin1        | —           | 400.000    | musikindustrie.de                      |
| Ecuador (SOPROFON)                                                                           | —          | —          | 3× Platin3     | —           | 18.000     | Einzelnachweise                        |
| Frankreich (SNEP)                                                                            | —          | Gold1      | Platin1        | —           | 300.000    | snepmusique.com                        |
| Golf-Kooperationsrat (IFPI)                                                                  | —          | Gold1      | —              | —           | 3.000      | ifpi.org                               |
| Irland (IRMA)                                                                                | —          | 3× Gold3   | —              | —           | 17.000     | irishcharts.ie                         |
| Italien (FIMI)                                                                               | —          | 3× Gold3   | Platin1        | —           | 170.000    | fimi.it                                |
| Japan (RIAJ)                                                                                 | —          | Gold1      | —              | —           | —          | riaj.or.jp                             |
| Kanada (MC)                                                                                  | —          | 6× Gold6   | 28× Platin28   | —           | 2.500.000  | musiccanada.com                        |
| Kolumbien (ASINCOL)                                                                          | —          | —          | 3× Platin3     | —           | 60.000     | Einzelnachweise                        |
| Mexiko (AMPROFON)                                                                            | —          | Gold1      | 6× Platin6     | Diamant1    | 760.000    | amprofon.com.mx                        |
| Neuseeland (RMNZ)                                                                            | —          | Gold1      | 9× Platin9     | —           | 247.500    | aotearoamusiccharts.co.nz/ NZ2 NZ3 NZ4 |
| Niederlande (NVPI)                                                                           | —          | Gold1      | —              | —           | 20.000     | nvpi.nl                                |
| Peru (UNIMPRO)                                                                               | —          | —          | 3× Platin3     | —           | 18.000     | Einzelnachweise                        |
| Polen (ZPAV)                                                                                 | —          | 4× Gold4   | 7× Platin7     | —           | 385.000    | olis.pl                                |
| Portugal (AFP)                                                                               | —          | 4× Gold4   | 2× Platin2     | —           | 45.000     | Einzelnachweise                        |
| Schweiz (IFPI)                                                                               | —          | Gold1      | —              | —           | 10.000     | musikwoche.de                          |
| Singapur (RIAS)                                                                              | —          | Gold1      | —              | —           | 5.000      | rias.org.sg                            |
| Spanien (Promusicae)                                                                         | —          | 2× Gold2   | 7× Platin7     | —           | 530.000    | elportaldemusica.es                    |
| Venezuela (APFV)                                                                             | —          | Gold1      | —              | —           | 5.000      | Einzelnachweise                        |
| Vereinigte Staaten (RIAA)                                                                    | —          | Gold1      | 26× Platin26   | —           | 23.291.000 | riaa.com                               |
| Vereinigtes Königreich (BPI)                                                                 | 5× Silber5 | 5× Gold5   | 4× Platin4     | —           | 3.985.000  | bpi.co.uk                              |
| Zentralamerika (CFC)                                                                         | —          | —          | Platin1        | —           | 70.000     | cfc-musica.com                         |
| Insgesamt                                                                                    | 5× Silber5 | 49× Gold49 | 129× Platin129 | 2× Diamant2 |            |                                        |